# Arnold Daly
Pour les articles homonymes, voir Daly.
Arnold Daly (1875-1927) est un acteur américain du cinéma muet. Il a été aussi acteur et producteur de théâtre.

## Biographie
Arnold Daly est né le 22 octobre 1875 à Brooklyn, New York. Il a fait partie du groupe d'acteurs et d'écrivains Algonquin Round Table qui se réunissait à New York. Il était le père de l'actrice Blyth Daly.
Il est mort le 13 janvier 1927 dans l'incendie de son appartement.

## Théâtre
- 1915 : The Angel in the House
- 1918 : The Master
- 1918 : Democracy's King

## Filmographie partielle
- 1914 : Les Mystères de New York de Louis Gasnier
- 1915 : An Affair of Three Nations
- 1915 : The Menace of the Mute
- 1915 : The House of Fear
- 1918 : My Own United States
- 1920 : Quand on aime de Henry Houry